# Symmoca perobscurata
Symmoca perobscurata is een vlinder uit de familie dominomotten (Autostichidae). De wetenschappelijke naam is voor het eerst geldig gepubliceerd in 1957 door Gozmany.
Deze vlinder komt voor in Europa.

## Synoniemen
- Symmoca torrida Gozmany, 1961[1]